# 天主教赤峰教区
天主教赤峰教區（拉丁語：Dioecesis Cefomensis）是天主教在中國內蒙古東部設立的一個教區，屬於满洲教省。

## 概況
1949年4月21日，聖座在中國設立聖統制，赤峰宗座代牧區升格為赤峰教區，屬於满洲教省。
1950年，赤峰教區信徒人數為29,582人、52座教堂、38位司鐸、3位修士和98位修女。2012年，教區約有50,000位信徒。教座位於內蒙赤峰市沈河區紅山區二道街的赤峰主教座堂。現時，宗座監牧區處於教座出缺狀態。

## 历史
1922年，聖座從東蒙古宗座代牧區劃出熱河省的6個縣，設立赤峰宗座監牧區。1932年1月21日，赤峰宗座監牧區升格為設赤峰宗座代牧區，並任命中國籍趙慶化神父為宗座代牧。當時，宗座代牧區內有信徒19,272人。
1933年3月日本關東軍佔領熱河省，且將當地劃歸滿洲國管轄，但仍准許外籍神父繼續在當地傳教及服務。1945年8月15日日本昭和天皇宣佈投降，中華民國從滿洲國接收東北四省。
1949年4月21日，聖座將赤峰宗座代牧區升格為赤峰教區，屬於满洲教省。教區管轄赤峰、經棚、圍場、建平和寧城5個縣與克什克騰旗及敖漢左翼旗。同年10月1日，中國共產黨在中國大陸地區建立中華人民共和國，並開始針對天主教進行宗教迫害及打壓，教會已經無法正常功能。其後，赤峰教區的外籍傳教士先後被捕，並被中國政府驅逐出境，而信徒及本地神職人員被遣返家鄉或強迫到農村勞動改造，傳教全面停止。
1955年7月，第一屆全國人民代表大會決定撤銷熱河省，並其縣劃歸河北省、遼寧省和內蒙古自治區。1959年，由中國政府控制的組織中國天主教友愛國會未經聖座准許，擅自將林東宗座監牧區的東部管轄區則併入赤峰教區。
1966年至1979年文化大革命期間，教區的所有宗教活動停止，赤峰主教座堂遭到破壞。
1980年代初，教區逐步恢復宗教活動，並收回及修復赤峰主教座堂。
1980年8月，中國天主教愛國會未經聖座准許，擅自將內蒙古自治區內的教區按照行政區劃重新劃分為呼和浩特教區、赤峰教區、巴彥淖爾盟教區、包頭教區、烏蘭察布盟教區。赤峰教區改為屬內蒙古的綏遠總教區管轄。
2018年9月22日，中梵就主教任命權達成協議，聖座分別從赤峰教區和熱河教區劃出河北省的承德及附近地區成為承德教區。

## 歷任主教

### 赤峰宗座代牧
- 赵庆化神父（1932年1月11日-1949年4月21日）[6]

### 赤峰主教
- 教座從缺（1949年-2006年）
  - 宗座署理周法彬神父（1949年4月21日-1982年）[7]
- 朱問漁主教（1990年10月28日-2006年9月24日）[8][9][10]
- 教座從缺（2006年-現在）